# 巴滕貝格家族
巴滕貝格家族（德語：Haus Battenberg）是德國歷史上的一個貴族，屬於黑森王朝的一個分支。

## 歷史
1851年，黑森大公國的亞歷山大王子與波蘭人尤利娅·豪克結婚。由於是貴庶通婚，兩人的後代並無黑森大公的繼承權。亞歷山大的哥哥路德維希三世給予尤利娅·豪克「巴滕貝格女親王」（Fürstin von Battenberg）的稱號。

## 成員
- 巴滕貝格的瑪麗（1852年—1923年），埃爾巴赫-舍恩貝格（德语：Erbach (Adelsgeschlecht)）親王妃
- 巴滕貝格的路德維希（1854年—1921年），英國皇家海軍海務大臣，一戰期間將姓氏改為蒙巴頓
  - 巴滕貝格的愛麗絲（1885年—1969年），與希臘安德烈亞斯王子結婚，英國菲利普親王的母親
- 巴滕貝格的亞歷山大（1857年—1893年），1879年被立為保加利亞親王
- 巴滕貝格的海因里希（1858年—1896年）
  - 維多利亞·歐珍妮（1887年—1969年），西班牙王后
- 巴滕貝格的法蘭茲·約瑟夫（1861年—1924年）